# Охридско съзаклятие
Охридското съзаклятие е българска конспиративна организация, целяща вдигане на въстание на българите в Западна Македония, съществувала през 1880-1881 година.

## История
Съзаклятието е създадено след Берлинския конгрес, който оставя Македония под властта на Османската империя и неуспеха на Кресненско-Разложкото въстание от 1878-1879 година. В основата на съзаклятието е организаторът на Кресненско-Разложкото въстание митрополит Натанаил Охридски, който пребивава в България и ръководи Охридската епархия чрез митрополитския протосингел архимандрит Дионисий.
Съзаклятието е разкрито през пролетта на 1881 година и властите арестуват много българи от Охрид и охридските села Велмей, Лактине, Годиве, Брежани, Върбяни, Мраморец, Плаке, Лешани и Речица, както и от Битоля и Битолската и Кичевска каза. В Охрид са арестувани 12 души, както и срещу избягалия зет на доктор Константин Робев Иван Паунчев, на 8 юни 1881 година започва публичен процес. Присъстват над 500 души заедно с управителя на Охрид Мехмед Еюп паша, духовни лидери и драгоманите на европейските консулства в Битоля. Подсъдими са:
- Константин Робев, лекар от Охрид
- Зафир Белев, член на българската община в Охрид
- Златан Бойкикев, брат на Натанаил Охридски
- Коста Лимончев, член на българската община в Охрид
- Наум Филев, взаимен учител от Охрид
- Коста Манулов, църковен настоятел от Охрид
- Ангел Спространов, скотовъдец от Охрид, баща на Евтим Спространов
- Петър Спространов, скотовъдец от Охрид
- Христо Томиров, търговец от Охрид
- Коста Писинов, търговец от Охрид
- Кръстан Блажев, опинчар от Охрид
- Яне П. Х. Атанасов, самарджия от Охрид
- Христо Попов от Годиве
- Велян Стефов от Велмей
- Спас Ангелов от село Спростране, Демир Хисар
- Христо Боюкли от Сливово
- Яни Кочабаши от Брежани
- Атанас Блажев от Старо Велмей

Обвинителният акт твърди, че те са поддържали връзка с Натанаил Охридски с цел вдигане на въстание в Македония при една предстояща гръцко-турска война. От Илино, Кичевско идва капитан Илия с прокламация на български, който престоява в Охрид три дни и контактува с Константин Робев, Златан Бойкикев, Коста Лимончев и братя Спространови. Подсъдимите съставят прошение, подпечатано с печата на Охридската българска община и 24 селски печата от Охридско, което Белев, Лимончев, Бойкикев и Попов подават до руския вицеконсул в Битоля с молба да им се дадат очакваните пушки. Подсъдимите заявяват, че показанията им са взети след побой.
На 11 юни Зафир Белев, Златан Бойкикев, Коста Лимончев и Христо Попов са осъдени на доживотно заточение в крепост, други са осъдени на 5 години заточение в крепост, а Константин Робев, Яне Атанасов, Христо Боюкли и Атанас Блажев са признати за невинни. Коста Лимончев, Коста Манулов, Наум Филев и Петър Манулов умират в заточение. Кръстан (Кръстю, ? – 1921) и Иван Блажеви или Блажови (1856 – 1927) оцеляват.
Вследствие на разкритията много охридски българи емигрират в Княжеството и Източна Румелия.